# Marek Edelman
Marek Edelman, född 19 september 1919, död 2 oktober 2009 i Warszawa, var en polsk-judisk politisk aktivist och kardiolog. Han blev ledare för upproret i Warszawas getto efter Mordechaj Anielewicz död.

## Biografi
Före andra världskriget var Edelman aktivist i Allmänna judiska arbetareförbundet, eller Bund, som propagerade för de judiska arbetarnas politiska, sociala och kulturella autonomi. Förbundet bekämpade antisemitism och motsatte sig sionism. 
I slutet av år 1940 inrättade den tyska ockupationsmakten Warszawas getto och förhållandena för dess invånare blev successivt allt sämre. I slutet av juli 1942 inleddes Großaktion Warschau, vilken innebar att utplåna gettots invånare. Großaktion Warschau leddes av SS- och polischefen Odilo Globocnik och var en del av Operation Reinhard, nazisternas plan att förinta Generalguvernementets judiska befolkning. Omkring 250 000 judar deporterades till förintelselägret Treblinka. Edelman medgrundade i oktober 1942 Żydowska Organizacja Bojowa (Judiska kamporganisationen) för att ta upp kampen mot nazisterna och, som Edelman uttryckte det, inte dö på knä i Treblinkas gaskamrar, utan med vapen i hand. Efter det att de tyska trupperna slagit ner motståndet efter hårda strider och intagit gettot lyckades Edelman och en grupp kamrater fly ur gettot genom dess kloaksystem och gömma sig. Edelman deltog året därpå i Warszawaupproret. 
Efter andra världskriget verkade Edelman som kardiolog i Polen och blev senare medlem av Solidaritet som opponerade sig mot Polens kommunistiska styre. Edelman mottog år 1998 Vita örnens orden och år 2008 Hederslegionen.